# 142 км (Новосибирская область)
142 км — населённый пункт в Купинском районе Новосибирской области России. Входит в Ленинский сельсовет. Ранее упоминался как Остановочная Платформа 142 км.

## География
Площадь населённого пункта — 1 гектар.

## Население
| 2002 | 2007 | 2010 |
| ---- | ---- | ---- |
| 10   | ↘5   | ↗16  |

## Инфраструктура
В населённом пункте по данным на 2007 год отсутствует социальная инфраструктура.